# Alexandre Licata
Alexandre Licata, född 2 januari 1984 i Grenoble, är en fransk före detta fotbollsspelare.

## Karriär
Licata började spela fotboll som åttaåring i Seyssinet-Pariset. När han var elva år började han dock spela i sin region, Grenoble. Fotbollskarriären var egentligen inte tänkt att bli, och som 16-åring funderade han seriöst på att sluta, men hans pappa tänkte inte tillåta detta och plötsligt spelade han i Lille. Han testade även att spela i Danmark och i Belgien.